# Heptaedro
Um heptaedro é um poliedro com sete faces.
Um heptaedro pode ter um surpreendente número de diferentes formas básicas, ou topologias. Provavelmente a mais familiar é a pirâmide hexagonal e o prisma pentagonal. Também é notável o tetrahemihexaedro, cujas sete faces em forma de triângulos equiláteros formam um plano de projeção rudimentar. Nenhum heptaedro é um poliedro regular.

## Heptaedros topologicamente distintos

### Convexos
Existem 34 heptaedros convexos topologicamente distintos, excluindo suas imagens espelhadas. (Dois poliedros são "topologicamente distintos" se eles tem arranjos intrinsecamente diferentes de faces e vértices, de forma que é impossível distorcer no outro simplesmente mudando o tamanho das arestas ou os ângulos entre arestas ou faces.) 
Um exemplo de cada tipo é retratado abaixo, seguindo o número de arestas em cada uma das faces. As imagens estão ordenadas descendentemente por número de faces com 6 arestas, seguidas descendentemente por número de faces com 5 arestas e assim por diante.
| - Faces: 6,6,4,4,4,3,3 - 10 vértices - 15 arestas | - Faces: 6,5,5,5,3,3,3 - 10 vértices - 15 arestas | - Faces: 6,5,5,4,4,3,3 - 10 vértices - 15 arestas                             | - Faces: 6,5,4,4,3,3,3 - 9 vértices - 14 arestas                    | - Faces: 6,5,4,4,3,3,3 - 9 vértices - 14 arestas  |
| - Faces: 6,4,4,4,4,3,3 - 9 vértices - 14 arestas  | - Faces: 6,4,4,3,3,3,3 - 8 vértices - 13 arestas  | - Faces: 6,4,4,3,3,3,3 - 8 vértices - 13 arestas                              | Pirâmide hexagonal - Faces: 6,3,3,3,3,3,3 - 7 vértices - 12 arestas | - Faces: 5,5,5,4,4,4,3 - 10 vértices - 15 arestas |
| - Faces: 5,5,5,4,3,3,3 - 9 vértices - 14 arestas  | - Faces: 5,5,5,4,3,3,3 - 9 vértices - 14 arestas  | Prisma pentagonal - Faces: 5,5,4,4,4,4,4 - 10 vértices - 15 arestas           | - Faces: 5,5,4,4,4,3,3 - 9 vértices - 14 arestas                    | - Faces: 5,5,4,4,4,3,3 - 9 vértices - 14 arestas  |
| - Faces: 5,5,4,3,3,3,3 - 8 vértices - 13 arestas  | - Faces: 5,5,4,3,3,3,3 - 8 vértices - 13 arestas  | - Faces: 5,4,4,4,4,4,3 - 9 vértices - 14 arestas                              | - Faces: 5,4,4,4,3,3,3 - 8 vértices - 13 arestas                    | - Faces: 5,4,4,4,3,3,3 - 8 vértices - 13 arestas  |
| - Faces: 5,4,4,4,3,3,3 - 8 vértices - 13 arestas  | - Faces: 5,4,4,4,3,3,3 - 8 vértices - 13 arestas  | - Faces: 5,4,4,4,3,3,3 - 8 vértices - 13 arestas                              | - Faces: 5,4,3,3,3,3,3 - 7 vértices - 12 arestas                    | - Faces: 5,4,3,3,3,3,3 - 7 vértices - 12 arestas  |
| - Faces: 4,4,4,4,4,3,3 - 8 vértices - 13 arestas  | - Faces: 4,4,4,4,4,3,3 - 8 vértices - 13 arestas  | Pirâmide triangular alongada - Faces: 4,4,4,3,3,3,3 - 7 vértices - 12 arestas | - Faces: 4,4,4,3,3,3,3 - 7 vértices - 12 arestas                    | - Faces: 4,4,4,3,3,3,3 - 7 vértices - 12 arestas  |
| - Faces: 4,4,4,3,3,3,3 - 7 vértices - 12 arestas  | - Faces: 4,4,4,3,3,3,3 - 7 vértices - 12 arestas  | - Faces: 4,3,3,3,3,3,3 - 6 vértices - 11 arestas                              | - Faces: 4,3,3,3,3,3,3 - 6 vértices - 11 arestas                    |                                                   |

### Côncavos
| Seis heptaedros topologicamente distintos (excluindo imagens espelhadas) podem ser formados ao se combinar dois tetraedros em várias configurações. A terceira, a quarta e a quinta dessas têm uma face com arestas adjacentes colineares, e a sexta tem uma face que não é simplesmente conectada. | |
| Treze heptaedros topologicamente distintos (excluindo imagens espelhadas) podem ser formados ao cortar entalhes fora de um prisma triangular ou pirâmide quadrangular. Dois exemplos são mostrados.                                                                                                 | Uma variedade de heptaedros não simplesmente conectados são possíveis. Dois exemplos são mostrados. |